# Luciano Freire
Luciano Martins Freire (Lisboa, 11 de junio de 1864-Ibidem, 28 de enero de 1934) fue un pintor portugués.

## Biografía
Era de orígenes humildes, hijo de Domingos Martins Freire y de Virgínia de Jesus, nació en Lisboa, en la freguesia de la Encarnación, el 11 de junio de 1864. Luciano Freire concluyó el curso de Pintura Histórica en la Academia Real de Bellas-Artes, en 1886, donde fue discípulo de Miguel Ângelo Lupi, Tomás de la Anunciação y José Ferreira Llaves y donde enseñó una asignatura de dibujo de 1896 hasta 1933. Silva Puerto fue un ídolo y por quien volvió para aprender el paisajismo naturalista, él que perteneció a la 2.ª Generación del Naturalismo.
Participó por primera vez en la Sociedad Promotora de Bellas-Artes en 1887, donde presentó D. Sebastião (colección del Ayuntamientol de Lisboa), pero a finales de la década de 1880 e inicio de 1890 se dedicó al retrato, con gran sentido de la observación. Datan de esta época un Auto-retrato (1895) marcado por un sobrio juego entre luces y sombras y la obra Catraeiros, que, el 8 de agosto de 1895, le valdría el nombramiento como académico de mérito en la Academia de Bellas-Artes. Esta obra fue perdida en el naufragio del vapor Saint André, en 1901, durante el regreso de las obras de arte expuestas por Portugal en la Exposición Universal de París de 1900.
Se distingue por sus paisajes y pinturas de género, como Bucólica (1906), de evocación simbolista, y Desolación (1900), paisaje melancólico y de soledad. Luciano Freire fue autor de temas expresamente relacionados con el mundo fabril (Gasómetro y Fábrica de Gas Lisboa, en Belén) y ferroviario (Construcción de la Línea de Cascais), de la que dibujó aspectos del funcionamiento de máquinas en las obras de edificación del puerto de Lisboa y reprodujo artísticamente el puente de Tajo, proyectada por Bartissol y Seyrig, de tal forma que la industria y el trabajo fabril constituyeron una fuente artística para la ejecución de Perfume de los campos (1899) donde "sugiere una lectura crítica al progreso ciudadano y a la industrialización (...) anticipando preocupaciones ecológicas, en el viraje del siglo XIX al XX", no siendo lineal su oposición a la industrialización, a pesar de haber luchado por la eliminación de la fábrica del gas en las inmediaciones de la Torre de Belén.

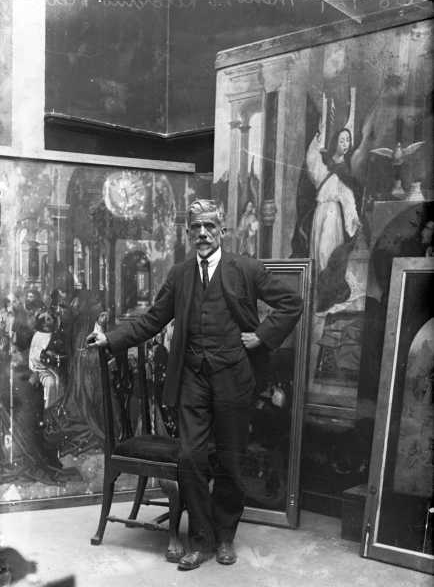
Luciano Freire en su taller (28 de mayo de 1924, Archivo Municipal de Lisboa).

Viajó por el extranjero, específicamente a Francia e Inglaterra, donde visita museos y galerías, contacta con otros artistas, y adquiere una opinión crítica en cuanto a las cuestiones artísticas y patrimoniales. Así, en paralelo con su acción artística, Luciano Freire se dedica al estudio e investigación, especialmente sobre la conservación y restauración de pinturas, expresamente de los "Primitivos" portugueses. Luciano Freire convivió de cerca con Columbano Bordalo Abeto, Veloso Salgado, João Vaz, Ernesto Condeixa, José Malhoa y Carlos Reyes, dadas las funciones que ejerció mientras fue secretario de la Academia de Bellas-Artes (1900-1910) y vocal, vicepresidente y presidente del Consejo de Arte y Arqueología de la 1.ª Circunscripción Artística (1911 y 1932). Este último organismo estaba integrado en el Ministerio de Instrucción Pública y tenía como responsabilidad la salvaguarda, la clasificación, la conservación y la restauración del patrimonio artístico, histórico y arquitectónico portugués. En la Academia estableció relaciones de amistad con los historiadores y críticos de arte Ramalho Ortigão, José Pessanha y José de Figueiredo, con los cuales organizó la Comisión de Inventariação y Beneficiação de la Pintura Antigua de Portugal, organismo instituido en abril de 1910 y en el cual se destacó como restaurador.
Entre 1909 y 1910 procede a la restauración de los Paneles de San Vicente mientras su compañero José de Figueiredo (primer director del Museo Nacional de Arte Antiguo) atribuía la autoría de la pintura quatrocentista al pintor Nuno Gonçalves. Su actividad de restaurador exigieron de él actitud especial de intervención en la materia y en la forma de la obra de arte de valor artístico e histórico, que se hizo notoria al cabo de los tres centenares y media de restauraciones llevadas a cabo.

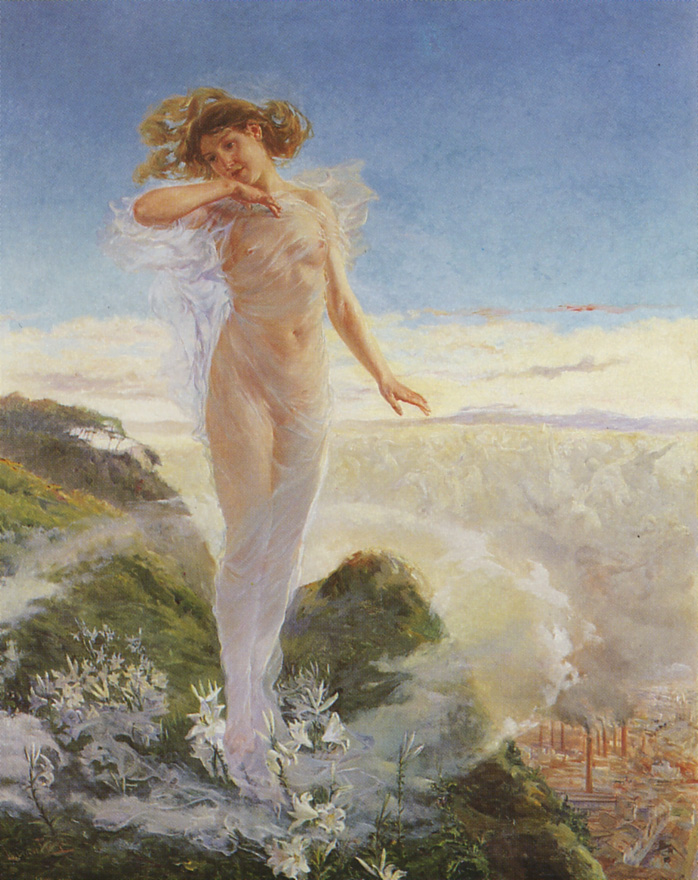
Luciano Freire, Perfume de los campos (1899) óleo sobre lienzo, 199 x 160 cm

Considerado a nivel internacional como uno de los más genuinos restauradores de la primera mitad del siglo XX, sobre todo de la pintura cuatrocentista y quinientista, Luciano Freire es una figura prominente de la historia del Patrimonio en Portugal, entre 1910 y 1934. No deja, por eso, de ser curioso que este pintor y restaurador realizara en el campo del dibujo obras tan significativas para la historia de los ferrocarriles en Portugal, trasladando así el interés por la construcción de la nueva Línea de Cascais, en la obra de un «obrero» de la pintura, mientras expresión del trabajo histórico de los artistas del pasado, mientras era objeto de la representación o idealización de las realidades contemporáneas.
Se adhirió al movimiento republicano y participó en el inventario de los bienes de los palacios reales y de las congregaciones religiosas y de la Separación Iglesia-Estado. Fue nombrado director del Museo Nacional de los Coches, en 1911, manteniendo una colaboración activa en los procesos de organización y funcionamiento del Museo Nacional de Arte Antiguo y participó regularmente en las secciones artísticas de diversas revistas y publicaciones ilustradas.
Está representado en diversas colecciones y museos, expresamente en el Museo del Chiado, en Lisboa, y en el Museo José Malhoa, en Caldas da Rainha. Su nombre consta en la lista de colaboradores de la revista Tierra portuguesa  (1916-1927) y también en la Revista de Arqueología (1932-1938).
El 14 de febrero de 1920, fue galardonado con el grado de Comendador de la Orden Militar de Sant'Iago de la Espada, habiendo sido elevado la Grande-Oficial de la misma Orden a 9 de septiembre de 1929.
Luciano Freire falleció a los 69 años, en Lisboa, en la freguesia de Santos-o-Velho, en su residencia, del tercer piso izquierdo del número 16 de la Calle Ribeiro Sanches, víctima de miocarditis crónica, soltero y sin hijos, el 28 de enero de 1934. Se encuentra sepultado en el Cementerio de los Placeres, en la misma ciudad.